# Пегушин
Пегу́шин — хутор в Кировском районе (городском округе) Ставропольского края Российской Федерации.

## Варианты названия
- Печушин[2].

## География
Расстояние до краевого центра: 187 км. Расстояние до районного центра: 14 км.

## История
До 1 мая 2017 года хутор входил в состав упразднённого Орловского сельсовета.

## Население
| 1925 | 1926 | 1989 | 2002 | 2010 | 2014 |
| ---- | ---- | ---- | ---- | ---- | ---- |
| 219  | ↗240 | ↗394 | ↘316 | ↘276 | ↗300 |

По данным переписи 2002 года, 93 % населения — русские.

## Инфраструктура
На территории Пегушина находится детский сад № 23 «Огонёк». Открыт 19 ноября 1970 года.
Медицинскую помощь оказывает фельдшерско-акушерский пункт.
Уличная сеть насчитывает 5 улиц (Дорожная, Кооперативная, Пономарёва, Приозёрная, Степная).
В границах хутора расположено общественное открытое кладбище площадью 4795 м².